# 黒部ダムカレー

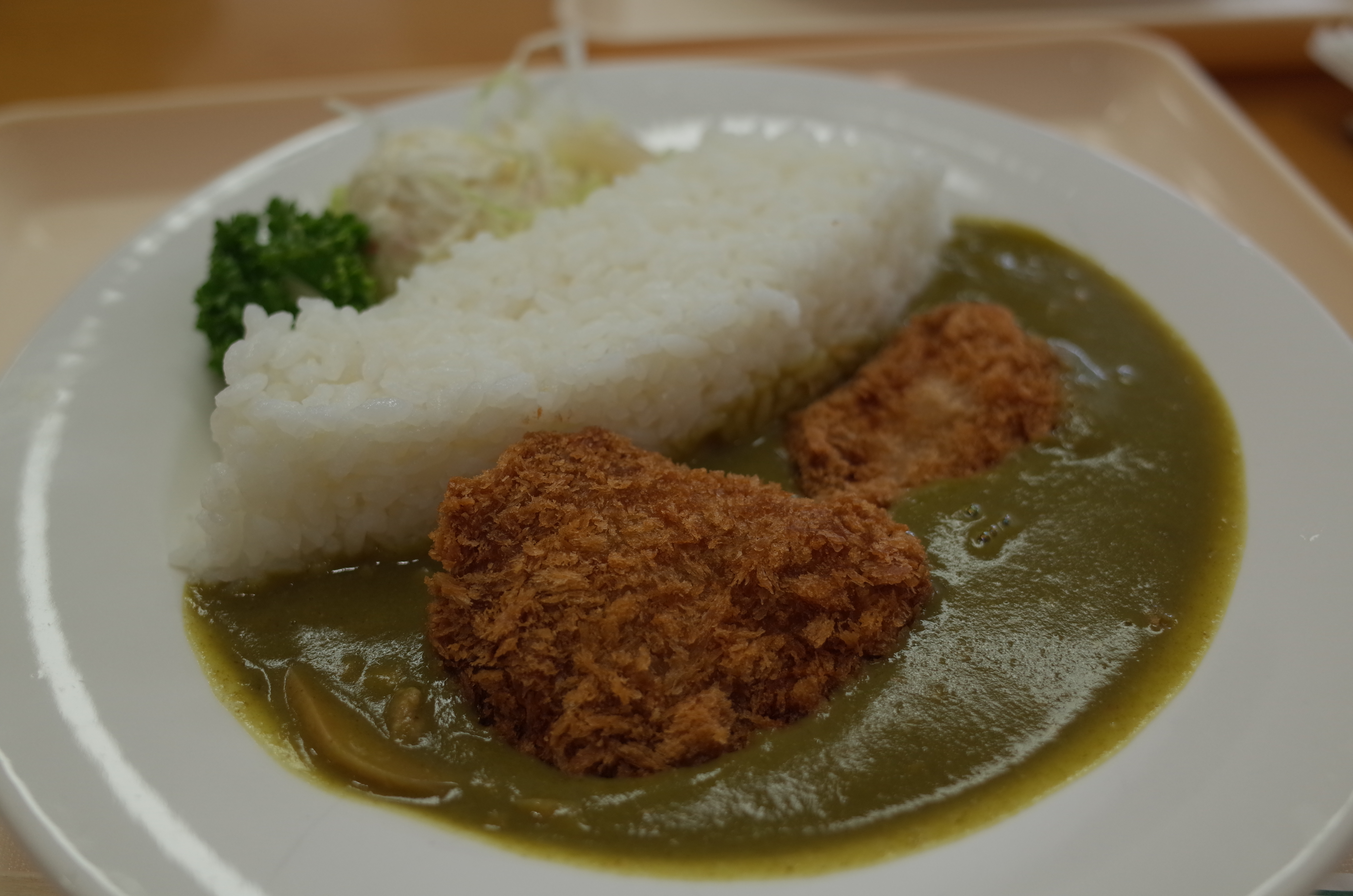
黒部ダムのレストハウスで提供されている黒部ダムカレー

黒部ダムカレー（くろべダムカレー）は、長野県大町市内の約20店舗（2023年現在）が提供している黒部ダムをモチーフとしたカレーライス。
立山黒部アルペンルートの長野県側の玄関口である、関電トンネル電気バス扇沢駅にて昭和40年代より、くろよん観光株式会社（当時、現在の株式会社関電アメニックス）が運営する「レストラン扇沢」で、ご飯をアーチ型に模りダムの堰堤とし、ダム湖をカレーソースで表した「アーチカレー」として販売していた。2009年7月、同市にあるくろよんロイヤルホテル（当時、現在のANAホリデイ・インリゾート信濃大町くろよん）において、地元の食材を使った新しい「黒部ダムカレー」を販売開始。地元の飲食店約20店舗が参加している。